# 1541
| [ Edytuj tabelę ]              | |
| Król Polski                    | - 1507 Zygmunt I Stary 1548 - 1530 Zygmunt II August 1572 |
| Współksiążęta Andory           | - 1534 Francisco de Urríes 1551 - 1517 Henryk II 1555 |
| Król Anglii                    | - 1509 Henryk VIII 1547 |
| Władca Azteków                 | - 1536 Diego Huanitzin 1541 - 1541 Diego de San Francisco Tehuetzquitizin 1554 |
| Elektor Brandenburgii          | - 1535 Joachim II Hektor 1571 |
| Książę Bawarii                 | - 1508 Wilhelm IV 1550 - 1516 Ludwik X 1545 |
| Sułtan Brunei                  | - 1521 Abdul Kahar 1575 |
| Cesarz Chin                    | - 1521 Jiajing 1566 |
| Król Czech                     | - 1526 Ferdynand I Habsburg 1564 |
| Król Danii                     | - 1534 Chrystian III 1559 |
| Dalajlama                      | - 1475 Gendun Gjaco 1541 |
| Cesarz Etiopii                 | - 1540 Klaudiusz 1559 |
| Król Francji                   | - 1515 Franciszek I 1547 |
| Król Hiszpanii                 | - 1516 Karol I 1556 |
| Hrabia Holandii                | - 1515 Karol I Habsburg 1555 |
| Szach Iranu                    | - 1524 Tahmasp I 1576 |
| Państwo Wielkich Mogołów       | - 1540 Szer Szah Suri 1545 |
| Władca Inków                   | - 1533 Manco Inca 1545 |
| Lord Irlandii                  | - 1509 Henryk VIII Tudor 1542 |
| Cesarz Japonii                 | - 1526 Go-Nara 1557 |
| Kalif                          | - 1520 Sulejman I 1566 |
| Patriarcha Konstantynopola     | - 1522 Jeremiasz I 1545 |
| Władca Korei                   | - 1506 Chungjong 1544 |
| Wielki książę litewski         | - 1506 Zygmunt I Stary 1548 - 1530 Zygmunt August 1569 |
| Sułtan Maroka                  | - 1524 Abu al-Abbas Ahmad 1545 |
| Senior Monako                  | - 1532 Honoriusz I 1581 |
| Wielki książę moskiewski       | - 1533 Iwan IV Groźny 1547 |
| Król Nawarry                   | - 1516 Henryk II 1555 |
| Król Norwegii                  | - 1534 Chrystian III 1559 |
| Sułtan Omanu                   | - 1529 Bakarat ibn Muhammad 1560 |
| Elektor Palatynatu             | - 1508 Ludwik V 1544 |
| Papież                         | - 1534 Paweł III 1549 |
| Król Portugalii                | - 1521 Jan III 1557 |
| Książę w Prusach               | - 1525 Albrecht 1568 |
| Cesarz Rzymski (niemiecki)     | - 1519 Karol V Habsburg 1558 |
| Kapitanowie Regenci San Marino | - 1540 Girolamo di Giuliano Gozi Vincenzo di Bartolo Gombertini 1541 - 1541 Girolamo di Evangelista Belluzzi Stanghelino di Francesco Belluzzi 1541 - 1541 Giuliano di Marino Righi Giacomo di Lodovico Pinti 1542 |
| Elektor Saksonii               | - 1532 Jan Fryderyk I 1547 |
| Król Szkocji                   | - 1513 Jakub V 1542 |
| Król Szwecji                   | - 1521 Gustaw I Waza 1560 |
| Król Tajlandii                 | - 1534 Chaiya Racha Thirat 1546 |
| Sułtan Turków                  | - 1520 Sulejman Wspaniały 1566 |
| Doża Wenecji                   | - 1538 Pietro Lando 1545 |
| Król Węgier                    | - 1526 Ferdynand I 1564 - 1540 Jan II Zygmunt Zápolya 1571 |

Rok 1541 / MDXLI
stulecia: XV wiek ~
XVI wiek ~
XVII wiek

lata: 1531 «
1536 «
1537 «
1538 «
1539 «
1540 «
1541
» 1542
» 1543
» 1544
» 1545
» 1546
» 1551

## Wydarzenia na świecie
- 12 lutego – zostało założone Santiago.
- 4 kwietnia – Ignacy Loyola został pierwszym generałem zakonu Jezuitów.
- 7 kwietnia – jezuita Franciszek Ksawery, „apostoł Wschodu” wyruszył jako misjonarz do Indii.
- 25 kwietnia – w Peru zostało założone miasto Arica, obecnie należące do Chile.
- 8 maja – hiszpańska ekspedycja dowodzona przez konkwistadora Hernando de Soto dotarła do Missisipi.
- 14 maja – została erygowana diecezja Lima.
- 12 czerwca – Barcin otrzymał prawa miejskie.
- 26 czerwca – w pałacu gubernatora w Limie został zamordowany hiszpański konkwistador Francisco Pizarro.
- 10 grudnia – wykonano wyroki śmierci na Francisie Derehamie i Thomasie Culpeperze, kochankach (byłym i aktualnym) Katarzyny Howard, piątej żony króla Anglii Henryka VIII.

- Król Anglii Henryk VIII przyjął tytuł króla Irlandii.
- Powstała pierwsza gmina wyznaniowa Kalwina w Genewie.
- Podział Węgier.
- Hospodar wołoski zamienił wolnych Cyganów w niewolników.
- Muhammad asz-Szajch, szejk rodu Saadytów, wypędził Portugalczyków z Agadiru.
- Mikołaj Kopernik oddał do druku rękopis De revolutionibus orbium coelestium.

## Zdarzenia astronomiczne
- 21 sierpnia – częściowe zaćmienie Słońca.

## Urodzili się
- 1 października – El Greco (właśc. Dominikos Theotokopulos), malarz hiszpański greckiego pochodzenia (zm. 1614)
- 12 grudnia – Jean Bauhin, szwajcarski naturalista, botanik i herbarysta (zm. 1612)

Data dzienna nieznana: 
- Robert Beale, angielski dyplomata i urzędnik (zm. 1601)
- Jakub La Coupe, belgijski duchowny katolicki, męczennik, święty (zm. 1572)
- Jan Leonardi, włoski duchowny katolicki, założyciel Kleryków Regularnych Matki Bożej, święty (zm. 1609)

## Zmarli
- 8 kwietnia – Fernando de Rojas, pisarz hiszpański (ur. ok. 1465–1475)
- 27 maja – Małgorzata Pole, hrabina Salisbury, męczennica, błogosławiona katolicka (ur. 1473)
- 26 czerwca – Francisco Pizarro, hiszpański konkwistador, który podbił imperium Inków (ur. 1478)
- 24 września – Paracelsus, niemiecki chemik (ur. 1493 lub 1494)